# Heliocopris
Heliocopris är ett släkte av skalbaggar. Heliocopris ingår i familjen bladhorningar.

## Bildgalleri

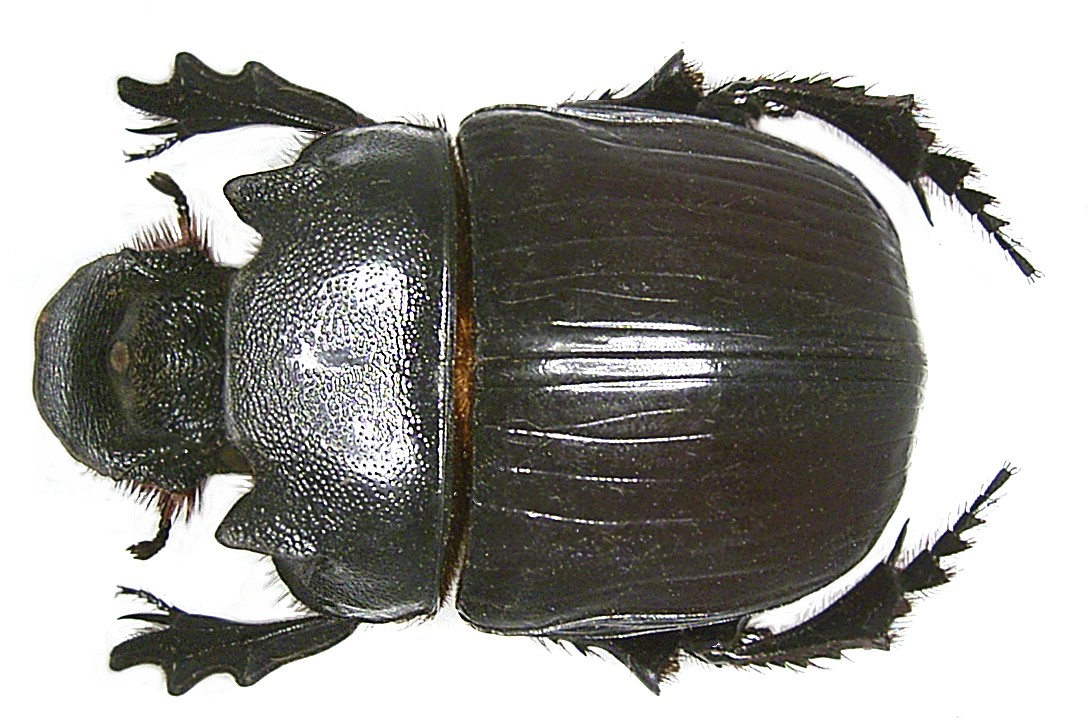
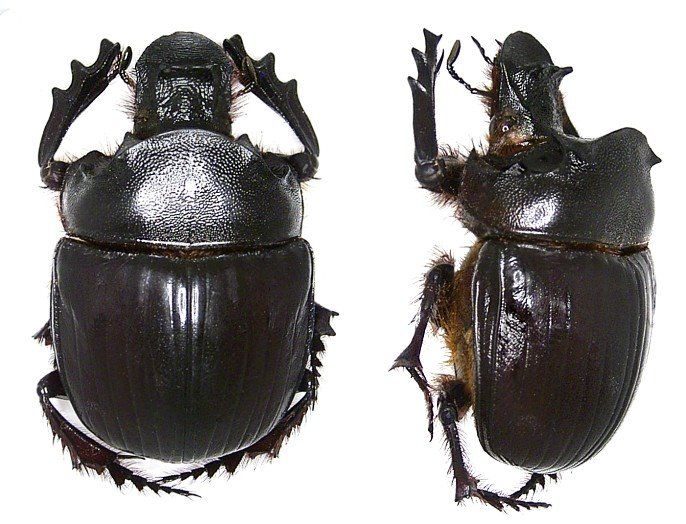
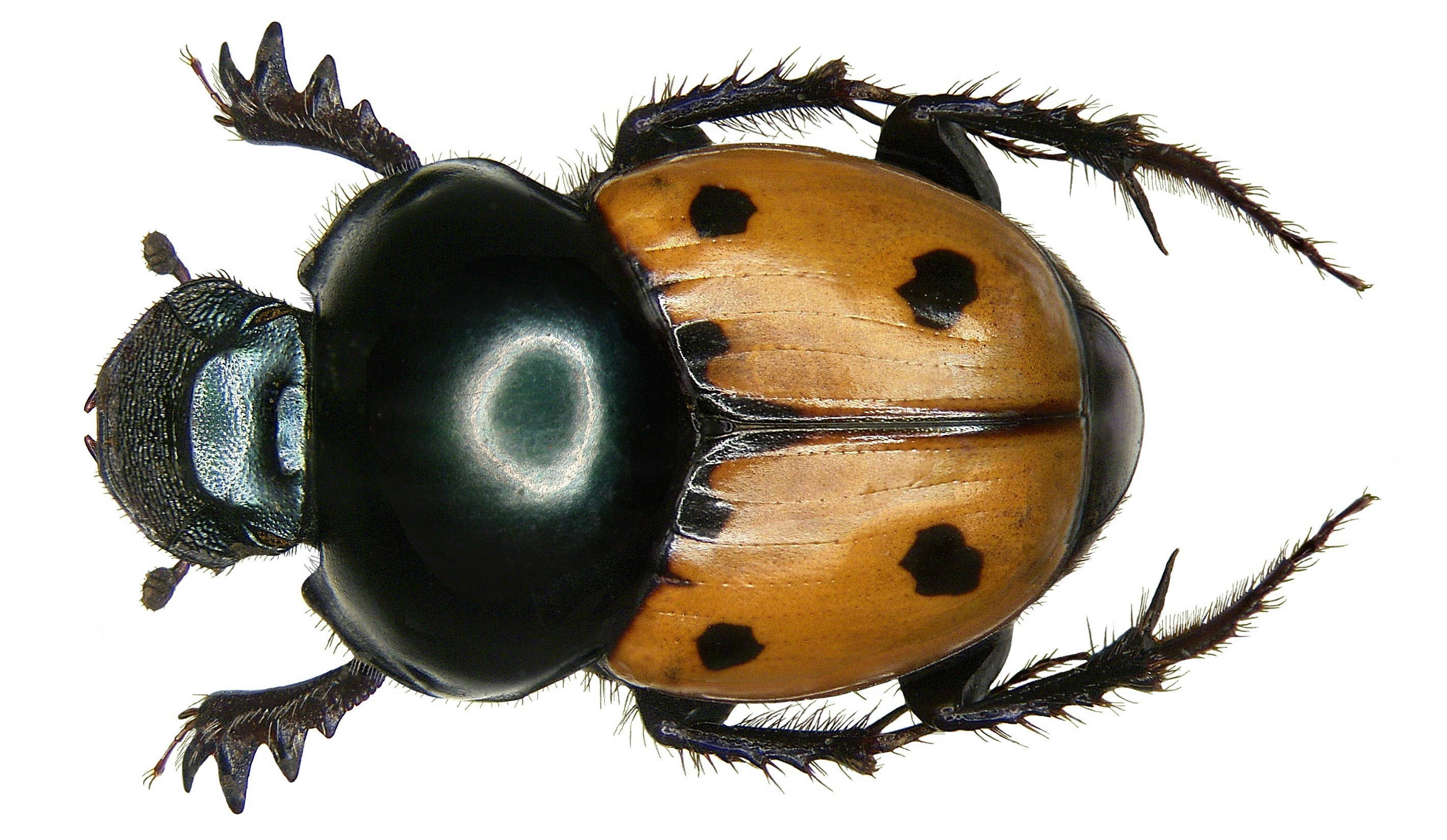

## Dottertaxa tillHeliocopris, i alfabetisk ordning[1]
- Heliocopris alatus
- Heliocopris anadematus
- Heliocopris andersoni
- Heliocopris anguliceps
- Heliocopris antenor
- Heliocopris atropos
- Heliocopris beccarii
- Heliocopris biimpressus
- Heliocopris bucephalus
- Heliocopris camerunus
- Heliocopris colossus
- Heliocopris corniculatus
- Heliocopris coronatus
- Heliocopris cuneifer
- Heliocopris densissa
- Heliocopris dianae
- Heliocopris dilloni
- Heliocopris dolosus
- Heliocopris dominus
- Heliocopris erycoides
- Heliocopris eryx
- Heliocopris faunus
- Heliocopris felschei
- Heliocopris fonsecai
- Heliocopris furcithorax
- Heliocopris gigas
- Heliocopris hamadryas
- Heliocopris hamifer
- Heliocopris haroldi
- Heliocopris helleri
- Heliocopris hermes
- Heliocopris hunteri
- Heliocopris japetus
- Heliocopris kolbei
- Heliocopris marshalli
- Heliocopris midas
- Heliocopris mimus
- Heliocopris minos
- Heliocopris mutabilis
- Heliocopris myrmidon
- Heliocopris neptuniformis
- Heliocopris neptunoides
- Heliocopris neptunus
- Heliocopris pauliani
- Heliocopris pirmal
- Heliocopris quinqueangulatus
- Heliocopris samson
- Heliocopris sirius
- Heliocopris solitarius
- Heliocopris staudingeri
- Heliocopris sylvanus
- Heliocopris tyrannus